# イラク・セルジューク朝
イラク・セルジューク朝とは、かつて西アジアに存在した地方政権である。セルジューク朝から派生した政権であり、セルジューク朝のスルターン・ムハンマド・タパル（在位：1105年 - 1118年）の子孫が君主の地位に就いていた。イラン西部のハマダーンを本拠地としており、当時ハマダーンを中心とする西部地域は「イラーク・アジャミー（ペルシア人のイラーク）」と呼ばれており、メソポタミア地域（イラーク・アラビー）に建国されたイラク共和国の領土と王朝の支配領域は合致しない。「イラク・セルジューク朝」という名称は同時代の史料で用いられておらず、近代以降の研究者が他のセルジューク朝の政権と区別するために便宜的に名付けた名称である。

## セルジューク朝の東西支配体制
1092年にセルジューク朝のスルターン・マリク・シャーが没し、彼の子らによる後継者争いが起こり、1104年にマリク・シャーの王子の一人であるムハンマド・タパルがスルターンの地位に就いた。ムハンマド・タパルの即位後、ムハンマド・タパルがイラン西部とイラクを中心とする地域を統治し、ホラーサーンを中心とする東部地域は彼の同母弟であるアフマド・サンジャルが統治する体制が取られていた。サンジャルはムハンマド・タパルを「スルターン」と呼んで彼の宗主権を認めていたが、ムハンマド・タパルの死後に体制が変容する。
1118年にムハンマド・タパルが没した後、彼の長子であるマフムードがスルターンの地位を継いだが、翌年にサンジャルがイラン西部に進攻し、サーヴェの戦闘でマフムードの軍隊を破る。勝利したサンジャルはセルジューク朝の「大スルターン」としての権威と宗主権をマフムードに認めさせ、同時にマフムードと娘の婚姻を取り決めた。1131年にマフムードは没し、サンジャルは自らの保護下にあったマフムードの弟トゥグリル（トゥグリル2世）のスルターン即位を支持し、それに反対したトゥグリルの兄弟マスウードを破った。トゥグリルは即位から1年あまりで急逝し、サンジャルはやむなくマスウードの即位を認めた。

## 大セルジューク朝崩壊後のアタベクの台頭
1152年にマスウードが没した後、マフムードの子であるムハンマド（ムハンマド2世）とマリク・シャー（マリク・シャー2世）、ムハンマド・タパルの子であるスライマーン・シャーがスルターン位の継承を主張して争った。1160年3月までにムハンマドとマリク・シャーが亡くなり、最後に残ったスライマーン・シャーがスルターンの地位に就いたが、トゥグリル2世の遺児アルスラーン・シャーのアタベク（後見人）であるイルデニズがスライマーン・シャーに挑戦した。
1161年にスライマーン・シャーが暗殺された後、イルデニズは20,000の兵士を率いてハマダーンに進軍し、他のアタベクたちの支持を得てアルスラーン・シャーをスルターンに擁立した。イルデニズは「アタベク・アル＝アザーム（至上のアタベク）」としてアルスラーン・シャーの後見人となり、アルスラーン・シャーはムハンマド2世の未亡人であるケルマーン・セルジューク朝の王女ハトゥン・イ・キルマーニーと結婚した。アルスラーン・シャーは名目上のスルターンでしかなく、イルデニズがセルジューク朝の軍事、財政、イクターの授与の権限を司っていた。
イルデニズと彼の妻でトゥグリル2世の未亡人であるムゥミナ・ハトゥンはアゼルバイジャンを本拠地とし（イルデニズ朝）、セルジューク朝の実権を掌握していたが、1175年にイルデニズとムゥミナ・ハトゥンが相次いで亡くなった。イルデニズの死後、彼の子でアルスラーン・シャーの異父兄弟であるジャハーン・パフラヴァーンが父の地位を継承し、アルスラーン・シャーは実権を取り戻すためにジャハーン・パフラヴァーン討伐の兵を挙げるが、進軍中に急死する。7歳になるアルスラーン・シャーの王子トゥグリル3世が新たなスルターンに擁立され、アルスラーン・シャーの兄ムハンマドがスルターン位の簒奪を企てたが、ジャハーン・パフラヴァーンによってムハンマドの計画は阻止された。トゥグリル3世の即位後、ジャハーン・パフラヴァーンはセルジューク朝の事実上の支配者となり、1185年に東進を試みたエジプトのアイユーブ朝の軍勢を撃退した。

## トゥグリル3世とイルデニズ朝の抗争
1186年にジャハーン・パフラヴァーンが没し、キジル・アルスラーンがイルデニズ朝の君主となるが、ジャハーン・パフラヴァーンの妻であるイナンチ・ハトゥンがキジル・アルスラーンに反乱を起こし、トゥグリル3世はイナンチ・ハトゥンの陣営に加わってキジル・アルスラーンに敵対した。1186年にはケルマーン・セルジューク朝のムハンマド2世がオグズの反乱によってケルマーンを追われる事件が起きているが、トゥグリル3世とキジル・アルスラーンは両者とも内紛に忙殺され、ムハンマド2世を支援する余裕はなかったと思われる。
トゥグリル3世の軍はジル・アルスラーンをハマダーンから追放し、1188年にはアッバース朝が派遣したキジル・アルスラーンへの援軍を撃破する。しかし、セルジューク朝の王子サンジャル・ブン・スレイマーン・シャーをスルターンに擁立したキジル・アルスラーンはアッバース朝の援軍と共にハマダーンに進攻し、トゥグリル3世はエスファハーンに逃走した次いでオルーミーイェに退却した。1190年にキジル・アルスラーンはアゼルバイジャンに侵入したトゥグリル3世を破り、投獄した。キジル・アルスラーンはカリフ・アル＝ナースィルに勧められて自らがセルジューク朝のスルターンとなり、イナンチ・ハトゥンと結婚したが、1191年9月にイナンチ・ハトゥンによって毒殺された。
キジル・アルスラーンの死後にトゥグリル3世は解放され、1192年6月22日にガズヴィーン近郊でイルデニズ朝の軍隊を撃破した。ジャハーン・パフラヴァーンの地位を継いだクトルグ・イナンチはホラズム・シャー朝のアラーウッディーン・テキシュに援助を求めるが、テキシュはクトルグ・イナンチの拠点であるレイを占領した。トゥグリル3世はホラズム・シャー朝と和平を締結し、ヤズドのアタベク王朝と、ファールス地方のサルグル朝を支配下に置くが、両王朝の臣従の誓いは形式的なものに過ぎなかった。1193年3月にトゥグリル3世はレイをホラズム軍から奪回し、クトルグ・イナンチとアル＝ナースィルはテキシュにトゥグリル3世の攻撃を要請する。

## 王朝の滅亡
1194年にトゥグリル3世は東方に遠征してクトルグ・イナンチの軍隊を破り、さらにレイに向かって進軍した。1194年3月19日にレイでトゥグリル3世とホラズム軍は交戦するがトゥグリル3世は捕虜となり、斬首された。シャー・アラーウッディーン・テキシュはトゥグリルの首をカリフ・アル＝ナースィルに送り、彼は首を宮殿前のNubi門に晒し、胴体はレイで吊るし上げられた。大セルジューク朝、イラク・セルジューク朝の領土とそれらの王朝の「スルターン」を称する人物は消滅し、イラク・セルジューク朝の領土はホラズム・シャー朝に編入された。

## 文化
11世紀のマリク・シャーの時代からセルジューク朝の宮廷ではペルシア語の文芸活動が振興され、サンジャルの宮廷やムハンマド・タパル一族の宮廷でもペルシア文芸は発達した。トゥグリル3世の時代には多くの詩集や史書『セルジューク朝史』が編纂され、各地の有力者の庇護を受けた詩人ニザーミーは叙事詩『ホスローとシーリーン』をトゥグリル3世に献呈した。

## 歴代スルタン
1. マフムード2世（1118年 - 1131年）
2. ダーウード（1131年 - 1132年）
3. トゥグリル2世（1132年 - 1134年）
4. マスウード（1134年 - 1152年）
5. マリク・シャー3世（1152年 - 1153年）
6. ムハンマド2世（1153年-1160年）
7. スライマーン・シャー（1160年 - 1161年）
8. アルスラーン・シャー（1161年 - 1176年）
9. トゥグリル3世（1176年 - 1190年、復位1191年 - 1194年）
10. クズル・アルスラーン（1190年 - 1191年）

## 系図
|  |  |             |             |             |             |             |             |  |  |                    |                    |                    |                    |                    |                    |  |  | 大セルジューク朝                                 |                |                |                |                |                |  |  |                       |                       |                       |                       |                       |                       |  |  |             |             |             |             |             |             |  |  |                                                                        |                                                                        |                                                                        |                                                                        |                                                                        |                                                                        |  |  |  |  |  |  |  |  |  |  |  |  |  |  |  |  |  |  |  |  |  |  |
|  |  |             |             |             |             |             |             |  |  |                    |                    |                    |                    |                    |                    |  |  |                                                  |                |                |                |                |                |  |  |                       |                       |                       |                       |                       |                       |  |  |             |             |             |             |             |             |  |  |                                                                        |                                                                        |                                                                        |                                                                        |                                                                        |                                                                        |  |  |  |  |  |  |  |  |  |  |  |  |  |  |  |  |  |  |  |  |  |  |
|  |  |             |             |             |             |             |             |  |  |                    |                    |                    |                    |                    |                    |  |  | ムハンマド・タパル 大セルジューク朝7代スルターン |                |                |                |                |                |  |  |                       |                       |                       |                       |                       |                       |  |  |             |             |             |             |             |             |  |  |                                                                        |                                                                        |                                                                        |                                                                        |                                                                        |                                                                        |  |  |  |  |  |  |  |  |  |  |  |  |  |  |  |  |  |  |  |  |  |  |
|  |  |             |             |             |             |             |             |  |  |                    |                    |                    |                    |                    |                    |  |  |                                                  |                |                |                |                |                |  |  |                       |                       |                       |                       |                       |                       |  |  |             |             |             |             |             |             |  |  |                                                                        |                                                                        |                                                                        |                                                                        |                                                                        |                                                                        |  |  |  |  |  |  |  |  |  |  |  |  |  |  |  |  |  |  |  |  |  |  |
|  |  |             |             |             |             |             |             |  |  |                    |                    |                    |                    |                    |                    |  |  |                                                  |                |                |                |                |                |  |  |                       |                       |                       |                       |                       |                       |  |  |             |             |             |             |             |             |  |  |                                                                        |                                                                        |                                                                        |                                                                        |                                                                        |                                                                        |  |  |  |  |  |  |  |  |  |  |  |  |  |  |  |  |  |  |  |  |  |  |
|  |  |             |             |             |             |             |             |  |  |                    |                    |                    |                    |                    |                    |  |  | マフムード2世1                                   | マフムード2世1 | マフムード2世1 | マフムード2世1 | マフムード2世1 | マフムード2世1 |  |  | トゥグリル2世3        | トゥグリル2世3        | トゥグリル2世3        | トゥグリル2世3        | トゥグリル2世3        | トゥグリル2世3        |  |  | マスウード4 | マスウード4 | マスウード4 | マスウード4 | マスウード4 | マスウード4 |  |  | スライマーン・シャー7                                                  | スライマーン・シャー7                                                  | スライマーン・シャー7                                                  | スライマーン・シャー7                                                  | スライマーン・シャー7                                                  | スライマーン・シャー7                                                  |  |  |  |  |  |  |  |  |  |  |  |  |  |  |  |  |  |  |  |  |  |  |
|  |  |             |             |             |             |             |             |  |  |                    |                    |                    |                    |                    |                    |  |  | マフムード2世1                                   | マフムード2世1 | マフムード2世1 | マフムード2世1 | マフムード2世1 | マフムード2世1 |  |  | トゥグリル2世3        | トゥグリル2世3        | トゥグリル2世3        | トゥグリル2世3        | トゥグリル2世3        | トゥグリル2世3        |  |  | マスウード4 | マスウード4 | マスウード4 | マスウード4 | マスウード4 | マスウード4 |  |  | スライマーン・シャー7                                                  | スライマーン・シャー7                                                  | スライマーン・シャー7                                                  | スライマーン・シャー7                                                  | スライマーン・シャー7                                                  | スライマーン・シャー7                                                  |  |  |  |  |  |  |  |  |  |  |  |  |  |  |  |  |  |  |  |  |  |  |
|  |  |             |             |             |             |             |             |  |  |                    |                    |                    |                    |                    |                    |  |  |                                                  |                |                |                |                |                |  |  |                       |                       |                       |                       |                       |                       |  |  |             |             |             |             |             |             |  |  |                                                                        |                                                                        |                                                                        |                                                                        |                                                                        |                                                                        |  |  |  |  |  |  |  |  |  |  |  |  |  |  |  |  |  |  |  |  |  |  |
|  |  | ダーウード2 | ダーウード2 | ダーウード2 | ダーウード2 | ダーウード2 | ダーウード2 |  |  | マリク・シャー3世5 | マリク・シャー3世5 | マリク・シャー3世5 | マリク・シャー3世5 | マリク・シャー3世5 | マリク・シャー3世5 |  |  | ムハンマド2世6                                   | ムハンマド2世6 | ムハンマド2世6 | ムハンマド2世6 | ムハンマド2世6 | ムハンマド2世6 |  |  | アルスラーン・シャー8 | アルスラーン・シャー8 | アルスラーン・シャー8 | アルスラーン・シャー8 | アルスラーン・シャー8 | アルスラーン・シャー8 |  |  | ムハンマド  | ムハンマド  | ムハンマド  | ムハンマド  | ムハンマド  | ムハンマド  |  |  |                                                                        |                                                                        |                                                                        |                                                                        |                                                                        |                                                                        |  |  |  |  |  |  |  |  |  |  |  |  |  |  |  |  |  |  |  |  |  |  |
|  |  | ダーウード2 | ダーウード2 | ダーウード2 | ダーウード2 | ダーウード2 | ダーウード2 |  |  | マリク・シャー3世5 | マリク・シャー3世5 | マリク・シャー3世5 | マリク・シャー3世5 | マリク・シャー3世5 | マリク・シャー3世5 |  |  | ムハンマド2世6                                   | ムハンマド2世6 | ムハンマド2世6 | ムハンマド2世6 | ムハンマド2世6 | ムハンマド2世6 |  |  | アルスラーン・シャー8 | アルスラーン・シャー8 | アルスラーン・シャー8 | アルスラーン・シャー8 | アルスラーン・シャー8 | アルスラーン・シャー8 |  |  | ムハンマド  | ムハンマド  | ムハンマド  | ムハンマド  | ムハンマド  | ムハンマド  |  |  |                                                                        |                                                                        |                                                                        |                                                                        |                                                                        |                                                                        |  |  |  |  |  |  |  |  |  |  |  |  |  |  |  |  |  |  |  |  |  |  |
|  |  |             |             |             |             |             |             |  |  | マフムード         | マフムード         | マフムード         | マフムード         | マフムード         | マフムード         |  |  |                                                  |                |                |                |                |                |  |  | トゥグリル3世9        | トゥグリル3世9        | トゥグリル3世9        | トゥグリル3世9        | トゥグリル3世9        | トゥグリル3世9        |  |  |             |             |             |             |             |             |  |  |                                                                        |                                                                        |                                                                        |                                                                        |                                                                        |                                                                        |  |  |  |  |  |  |  |  |  |  |  |  |  |  |  |  |  |  |  |  |  |  |
|  |  |             |             |             |             |             |             |  |  | マフムード         | マフムード         | マフムード         | マフムード         | マフムード         | マフムード         |  |  |                                                  |                |                |                |                |                |  |  | トゥグリル3世9        | トゥグリル3世9        | トゥグリル3世9        | トゥグリル3世9        | トゥグリル3世9        | トゥグリル3世9        |  |  |             |             |             |             |             |             |  |  |                                                                        |                                                                        |                                                                        |                                                                        |                                                                        |                                                                        |  |  |  |  |  |  |  |  |  |  |  |  |  |  |  |  |  |  |  |  |  |  |
|  |  |             |             |             |             |             |             |  |  |                    |                    |                    |                    |                    |                    |  |  |                                                  |                |                |                |                |                |  |  |                       |                       |                       |                       |                       |                       |  |  |             |             |             |             |             |             |  |  |                                                                        |                                                                        |                                                                        |                                                                        |                                                                        |                                                                        |  |  |  |  |  |  |  |  |  |  |  |  |  |  |  |  |  |  |  |  |  |  |
|  |  |             |             |             |             |             |             |  |  |                    |                    |                    |                    |                    |                    |  |  |                                                  |                |                |                |                |                |  |  | アルプ・アルスラーン  | アルプ・アルスラーン  | アルプ・アルスラーン  | アルプ・アルスラーン  | アルプ・アルスラーン  | アルプ・アルスラーン  |  |  | 娘          | 娘          | 娘          | 娘          | 娘          | 娘          |  |  | ジャラールッディーン・メングベルディー ホラズム・シャー朝8代スルターン | ジャラールッディーン・メングベルディー ホラズム・シャー朝8代スルターン | ジャラールッディーン・メングベルディー ホラズム・シャー朝8代スルターン | ジャラールッディーン・メングベルディー ホラズム・シャー朝8代スルターン | ジャラールッディーン・メングベルディー ホラズム・シャー朝8代スルターン | ジャラールッディーン・メングベルディー ホラズム・シャー朝8代スルターン |  |  |  |  |  |  |  |  |  |  |  |  |  |  |  |  |  |  |  |  |  |  |
|  |  |             |             |             |             |             |             |  |  |                    |                    |                    |                    |                    |                    |  |  |                                                  |                |                |                |                |                |  |  | アルプ・アルスラーン  | アルプ・アルスラーン  | アルプ・アルスラーン  | アルプ・アルスラーン  | アルプ・アルスラーン  | アルプ・アルスラーン  |  |  | 娘          | 娘          | 娘          | 娘          | 娘          | 娘          |  |  | ジャラールッディーン・メングベルディー ホラズム・シャー朝8代スルターン | ジャラールッディーン・メングベルディー ホラズム・シャー朝8代スルターン | ジャラールッディーン・メングベルディー ホラズム・シャー朝8代スルターン | ジャラールッディーン・メングベルディー ホラズム・シャー朝8代スルターン | ジャラールッディーン・メングベルディー ホラズム・シャー朝8代スルターン | ジャラールッディーン・メングベルディー ホラズム・シャー朝8代スルターン |  |  |  |  |  |  |  |  |  |  |  |  |  |  |  |  |  |  |  |  |  |  |